# Distrikt Shunqui
Der Distrikt Shunqui liegt in der Provinz Dos de Mayo in der Region Huánuco in Westzentral-Peru. Der Distrikt wurde am 27. März 1935 gegründet. Er besitzt eine Fläche von 32,6 km². Beim Zensus 2017 wurden 1752 Einwohner gezählt. Im Jahr 1993 lag die Einwohnerzahl bei 2707, im Jahr 2007 bei 2549. Verwaltungssitz des Distriktes ist die 3545 m hoch gelegene Ortschaft Shunqui mit 509 Einwohnern (Stand 2017). Shunqui befindet sich 11 km nördlich der Provinzhauptstadt La Unión.

## Geographische Lage
Der Distrikt Shunqui liegt östlich der peruanischen Westkordillere im zentralen Westen der Provinz Dos de Mayo. Er wird im Südosten von dem in Richtung Nordnordost fließenden Río Vizcarra begrenzt.
Der Distrikt Shunqui grenzt im Südwesten an den Distrikt Ripán, im Norden an den Distrikt Pachas sowie im Südosten an den Distrikt Sillapata.

## Ortschaften
Im Distrikt gibt es neben dem Hauptort folgende größere Ortschaften:
- Cochapata
- Goyllarcancha